# 慾望城市：華麗下半場
《欲望城市：华丽下半场》是由麥可·派翠克·金开发的美国网络剧情喜剧连续剧，为电视剧《慾望城市》的續作，共10集。新版故事设置在2010年电影《慾望城市2》的11年后，由原班人马莎拉·潔西卡·帕克、辛西雅·尼克森、克莉絲汀·戴維斯、马里奥·卡图、大衛·艾根柏、威利·加森、埃文·汉德勒及克里斯·诺斯主演，新演员莎拉·拉米雷斯和萨丽塔·乔杜里加盟。
第三部电影作品取消后，剧集开发工作于2020年12月启动，2021年1月由HBO Max直接订购。演出阵容于2021年陆续公布，拍摄工作同年7月在纽约市举行。剧集于2021年12月9日首播，2022年2月3日结局。最初本劇規劃為有限影集，在2022年3月續訂了第二季，2023年6月22日首播。2023年8月，續訂第三季，於2025年5月29日播放。其後宣佈第三季是最後一季，由10集加長至12集，結束整個《慾望城市》系列。

## 阵容

### 主要角色
- 莎拉·潔西卡·帕克 饰 凱莉·布雷蕭
- 辛西雅·尼克森 饰 米蘭達·霍布斯
- 克莉絲汀·戴維斯 饰 夏綠蒂·約克
- 马里奥·卡图（英语：Mario Cantone） 饰 安东尼·马伦蒂诺（英语：List of Sex and the City characters#Anthony Marentino）
- 大衛·艾根柏[註 1] 饰 史蒂夫·布兰迪（英语：List of Sex and the City characters#Steve Brady）
- 威利·加森（英语：Willie Garson）[註 2] 饰 斯坦福·布拉奇（英语：List of Sex and the City characters#Stanford Blatch）
- 埃文汉·德勒（英语：Evan Handler） 饰 哈里·戈登布拉特（英语：List of Sex and the City characters#Harry Goldenblatt）
- 莎拉·拉米雷斯（英语：Sara Ramirez） 饰 茜·迪亚兹（Che Diaz）
- 克里斯·诺斯[註 3] 饰 大人物 / 约翰·詹姆斯·普雷斯顿（John James Preston）
- 萨丽塔·乔杜里（英语：Sarita Choudhury）[註 4] 饰 西玛·帕特尔（Seema Patel）

### 常设角色
- 妮可·艾瑞·派克 饰 丽莎·托德·韦克斯利（Lisa Todd Wexley）
- 凯伦·皮特曼（英语：Karen Pittman） 饰 奈雅·华莱士博士（Dr. Nya Wallace）
- 鲍比·李（英语：Bobby Lee） 饰 杰基·尼（Jackie Nee）
- 克里斯·杰克逊（英语：Christopher Jackson (actor)） 饰 赫伯特·韦克斯利（Herbert Wexley）
- 勒罗伊·麦克莱恩（LeRoy McClain）饰 安德烈·拉沙德·华莱士（Andre Rashad Wallace）
- 凯西·昂（Cathy Ang）饰 莉莉·戈登布拉特（Lily Goldenblatt）
- 艾莉莎·史雲頓饰 露丝·戈登布拉特（Rose "Rock" Goldenblatt）
- 尼尔·坎宁安（Niall Cunningham）饰 布雷迪·霍布斯（Brady Hobbes）
- 克莉·奇奇诺（英语：Cree Cicchino） 饰 路易莎·托雷斯（Luisa Torres）
- 伊万·埃尔南德斯（Ivan Hernandez）饰 富兰克林（Franklyn）
- 布伦达·瓦卡罗 饰 格洛丽亚·马奎特（Gloria Marquette）

### 客串演出
- 朱莉·霍尔斯顿（英语：Julie Halston） 饰 碧茜·冯·马夫灵（英语：List of Sex and the City characters#Bitsy von Muffling）
- 帕·鲍伊（Pat Bowie）饰 尤尼斯·韦克斯利（Eunice Wexley）
- 莫莉·普莱斯（英语：Molly Price） 饰 苏珊·莎朗（Susan Sharon）
- 布丽姬·穆娜 饰 娜塔莎·纳金斯基-米尔斯（Natasha Naginsky-Mills）
- 喬恩·坦尼 饰 彼得（Peter）
- 喬納森·格羅夫 饰 保罗·大卫医生（Dr. Paul David）
- 金·凱特羅 饰 莎曼珊·瓊斯（Samantha Jones）
- 哈里·内夫（英语：Hari Nef） 饰 珍拉比（Rabbi Jen）

## 每集内容
| 集數 | 標題                                                    | 導演              | 編劇                                                                 | 上線日期       |
| --- | ------------------------------------------------------- | ----------------- | -------------------------------------------------------------------- | -------------- |
| 1 | 你好，是我呀（Hello It's Me）                           | 麥可·派翠克·金    | 麥可·派翠克·金                                                       | 2021年12月9日  |
| 年过五旬的凯莉、夏洛特和米兰达一直是很要好的闺蜜。一直在吵架的斯坦福（如今是艺人经纪）和安东尼夫妇也很了解他们。被凯莉拒绝担任图书公关的萨曼莎愤而出走，搬到伦敦，断绝和他们的一切联系。凯莉与“大人物”约翰·普雷斯顿过着美满婚姻生活。有一次，凯莉参加一档对LGBTQ友好、主要谈论性的播客节目，由非二元性别单口喜剧演员茜·迪亚兹主持。凯莉不喜欢讨论色情话题，茜鼓励她多些参与色情活动。正修读人权硕士课程的米兰达与比自己年轻的同班同学见面，用过度政治正确的话语评价教授奈雅·华莱士，场面十分尴尬。与此同时，米兰达和斯蒂夫不情愿地批准17岁的儿子布兰迪和女友露易丝一起过夜，兩人不得不忍受布兰迪和露易丝做爱时的吵闹声。压力不断增加之下，米兰达开始酗酒。夏洛特和哈里非常宠爱两个青春期女儿，一个是音乐天才莉莉，一个是思想独立的露丝。凯莉参加莉莉钢琴独奏会的时候，大人物在家用健身車锻炼身体，因此心脏病發作。凯莉回到家的时候，大人物死在凯莉怀里。 |                                                         |                   |                                                                      |                |
| 2 | 小黑裙（Little Black Dress）                            | 麥可·派翠克·金    | 麥可·派翠克·金                                                       | 2021年12月9日  |
| 凯莉强忍住悲伤，为了替丈夫安排一场体面的葬礼，她选了一个非传统场地。萨曼莎送来花，凯莉发去感谢的簡訊。葬礼期间，约翰的老秘书格洛丽亚情绪激动。老朋友苏珊-斯通突然现身，凯莉重拾遗忘很久的回忆，依稀记起两人过去的恩恩怨怨。守寡的碧茜·冯·马夫灵也来了。米兰达责怪茜在接待处和布兰迪一起抽大麻，不知道茜是凯莉的老板。茜后来道歉。夏洛特始终觉得自己对约翰的死负有责任，因为若不是自己说服凯莉出席莉莉的钢琴演奏会，凯莉就会和约翰在一起。凯莉没有责怪她。在凯莉情绪没有准备的时候，约翰的骨灰被送到家里。米兰达帮助华莱士教授躲过地铁抢劫，克服在她面前流露的尴尬情绪，但继续借酒浇愁。 |                                                         |                   |                                                                      |                |
| 3 | 身在罗马（When in Rome...）                             | 麥可·派翠克·金    | 朱莉·罗滕贝格（Julie Rottenberg）、艾丽莎·祖里茨基（Elisa Zuritsky） | 2021年12月16日 |
| 约翰去世已经几个礼拜，凯莉收拾好心情，重新加入播客节目。凯莉后来得知大人物遗嘱写着留给前妻娜塔莎留100万美元，怀疑两人藕斷絲連。娜塔莎一直想避开凯莉，但还是意外碰上。娜塔莎说自己离婚后再也没见过前夫，並且告訴凱莉，大人物一直深爱着凯莉。娜塔莎婉拒遗赠，凯莉则认为这是一份给她的补偿。斯坦福质问夏洛特，是否從未把自己当成朋友圈的人。夏洛特跟凯莉说自己在米兰达的背包里发现空的小酒瓶。米兰达向夏洛特坦承自己和斯蒂夫的婚姻生活很美好，但没有性生活。凯莉、夏洛特和米兰达观賞切的脫口秀。茜对性別的看法引起米兰达的共鸣，在凱莉和夏洛特離開之後，米兰达獨自回酒吧找切。在回程途中，夏洛特向凱莉坦誠自己對米蘭達酗酒的憂慮，但凱莉沒有將此放在心上。最終，凱莉沒有回到第五大道的家，而前往自己的旧公寓。 |                                                         |                   |                                                                      |                |
| 4 | 我的好闺蜜（Some of My Best Friends）                   | 吉莉安·罗伯斯比尔 | 克里·高夫                                                            | 2021年12月23日 |
| 凯莉决定把第五大道的房子卖掉。她將大人物的骨灰收進进自己舊公寓的衣櫃，一邊考慮安葬大人物的地方。为了吸引买家，房地产中介西玛·帕特尔将第五大道公寓布置成米色，凯莉非常沮丧。夏洛特广交好友，希望自己和哈里的社交圈更为多元化。为达成目标，她结识了社会上赫赫有名的非裔美国人夫妇丽莎和赫伯特·韦克斯利，他们两人的儿子和蘿絲在同一间学校。米兰达和奈雅一起到外面吃饭，以此增进友谊。奈雅分享自己透过体外人工受精怀孕的经历，米兰达则谈及身为人母的好处和坏处。斯坦福给凯莉留下告別信，说自己正和唯一一个客户，一名网红歌手阿什莉一起去日本展開新事業。安东尼跟凯莉说斯坦福因此提出离婚。西玛不小心摔破大人物和凯莉合照的相框玻璃，兩人為此爭執，但彼此坦露之後，成為了好友。 |                                                         |                   |                                                                      |                |
| 5 | 屁股好惨（Tragically Hip）                              | 吉莉安·罗伯斯比尔 | 萨曼莎·厄比                                                          | 2021年12月30日 |
| 凱莉做完髋关节手术后，夏洛特和米蘭達輪流照顧凱莉的术后護理。在跟其他家長媽媽們視訊會議的时候，夏洛特惊讶地得知女儿蘿丝自认非二元性别者，并改名“洛克”。米兰达收到一本戒酒的书，非常气愤，认为是夏洛特訂購給她的書籍。受止痛药影响的凯莉在播客节目中說了從前莎曼珊替自己徒手取出避孕環的故事，事後夏洛特提醒凱莉是否該知會莎曼珊這件事。凯莉傳訊息給莎曼珊，對方表明自己並不在意，凱莉坦白自己非常想她，但沒有收到回音。跟学校的工作人员聊完洛克的性取向，哈利和夏洛特感到非常迷惑。茜在凯莉的公寓前停下，趁凯莉打盹，和米兰达在厨房喝龙舌兰酒，借着醉意发生性行为。醒来的时候，凯莉透过全身镜目擊两人正在發生關係。茜离开后，凯莉气愤地质问米兰达酒醉做爱的事情，米兰达坦白認為自己的人生和婚姻很糟糕。后来米兰达在家发现那本书是自己喝醉酒时訂購的，并把所有的酒倒掉。三个月后，凯莉康复，再次穿上高跟鞋。                                               |                                                         |                   |                                                                      |                |
| 6 | 排灯节（Diwali）                                        | 辛西雅·尼克森     | 拉彻娜·法克伯姆（Rachna Fruchbom）                                   | 2022年1月6日   |
| 凯莉在市区买了一间超现代风格的公寓，決定嘗試展開新的生活。听到莉莉和洛克提出改装他们共用的卧室，以反映每个人的品味和年龄，夏洛特有点沮丧。奈雅邀请米兰达和其他同学参与一个项目，将老旧公寓楼改造成失足妇女救助站。西玛邀请凯莉到家里庆祝排灯节，凱莉協助Seema平息父母催婚的压力，謊稱Seema在和“无国界医生”男友“丹尼斯”约会，但对方经常要出国。凯莉陪安东尼咨询整形外科，而考慮是否要進行微整回春手術。夏洛特表扬米兰达戒酒，但在得知米蘭達和切在凱莉公寓發生了性關係時感到震驚。最終凯莉向Seema坦白自己並不喜歡新的公寓，而搬回自己的老公寓。 |                                                         |                   |                                                                      |                |
| 7 | 性与寡妇（Sex and the Widow）                           | 阿努·瓦利亞       | 朱莉·罗滕贝格、艾丽莎·祖里茨基                                       | 2022年1月13日  |
| 凯莉写了一本回顧自己和大人物感情故事的新书，编辑阿曼达建议她替新書补上一个能另讀者感到希望的結尾，凱莉為此猶疑不定，在Seema的推波助瀾之下開始網路交友。看到茜从未回过自己的訊息，米兰达有点沮丧。之后，米兰达和斯蒂夫不温不火地尝试做爱，但很快就失败了。凯莉和網路交友對象，同樣喪偶的彼得進行了首次約會。跟丽莎和赫伯特进行双打网球比赛的时候，夏洛特撞倒哈利，兩人為此事在街上爭執。试管婴儿屡次失败后，奈雅和丈夫安德鲁决定尝试自然受孕。夏洛特帮丽莎籌備募款拍卖会，为他们孩子的学校筹措资金。凱莉在會場發現網路交友對象彼得也參與了晚宴。拍賣進行時，其中与凯莉共进午餐的拍卖标的无人竞标，惨遭流標，凯莉尴尬地自行竞标，结果被当学校老师的彼得跟着喊价，解決尷尬的窘境，最终两人同意约会。拍卖过程中，米兰达遇到茜，茜为自己没有回米兰达的私信道歉。两人到私密地方做爱，米兰达向茜告白。                                                          |                                                         |                   |                                                                      |                |
| 8 | 蛊惑、困惑、迷惑（Bewitched, Bothered, and Bewildered） | 阿努·瓦利亚       | 拉彻娜·法克伯姆                                                      | 2022年1月20日  |
| 茜发现斯蒂夫对自己和米兰达的婚外情事情一无所知，尽管自己一开始也误认为米兰达过着开放婚姻生活。对此，茜和米兰达结束了外遇关系。夏洛特和哈利口交的时候，莉莉走了过来，夏洛特惊慌失措。夏洛特尴尬地说自己只是在检查哈利的癌症，莉莉听完有点担心。楼下年轻的邻居莉赛特不断大声聊天，吵到凯莉睡觉。西玛觉得莉赛特应该是个要价很高的妓女，否则不可能买下这么贵的公寓，但凯莉后来发现她其实是非常成功的珠宝设计师。夏洛特发现莉莉在Instagram发布半露自拍照，轻佻地找她聊天。米兰达跟茜告白，答应会和丈夫离婚。茜也表达了自己的爱，但提醒对方这段感情不简单。米兰达向斯蒂夫坦白所有事情，提出离婚的想法。斯蒂夫满足于两人现在的生活，但觉得自己再也不能挽回局面了。米兰达之后飞到克里夫兰，去看茜表演。 |                                                         |                   |                                                                      |                |
| 9 | 无附加条件（No Strings Attached）                       | 尼莎·加纳特拉     | 迈克尔·帕特里克·金、朱莉·罗滕贝格、艾丽莎·祖里茨基                   | 2022年1月27日  |
| 米兰达请凯莉和夏洛特来妇女救助站参加工作聚会。凯莉在Instagram发布一张佩戴莉赛特珠宝的照片，帮她提升销量。洛克拒绝接受成人礼。安东尼带新认识的朋友贾斯汀到夏洛特和哈利家吃晚饭。席间贾斯汀说犹太人大屠杀是假的，安东尼气愤地让他出去。莉莉不想错过即将在汉普顿举行的泳池派对，疯狂到问夏洛特如何用卫生棉条。茜和米兰达已经相互理解他们的感情关系。凯莉和彼得再一次见面，以此弥补最初的约会灾难，结果两人都说没准备好。在救助站，斯蒂夫跟凯莉说永远都觉得自己和米兰达结婚，虽然米兰达希望他另结新欢。奈雅和安德鲁在生孩子的问题上陷入僵局。在工作聚会上，西玛碰到了魅力十足的夜总会老板扎德。凯莉手上戴着自己和丈夫约翰的婚戒，其中约翰的婚戒被她不小心弄掉到水槽的水管裡，她惊慌失措。史蒂夫取回戒指后，嘉莉把两枚戒指收了起来。她给彼得发短信，提出第三次约会。                                                                                          |                                                         |                   |                                                                      |                |
| 10 | 寻光之旅（Seeing the Light）                            | 尼莎·加纳特拉     | 迈克尔·帕特里克·金、朱莉·罗滕贝格、艾丽莎·祖里茨基                   | 2022年2月3日   |
| 凯莉和彼得柏拉图式的约会结束了，西玛和扎德度过了激情四射的三天。凯莉感念到约翰，对再次约会感到愧疚。夏洛特接连推掉几位拉比，找了一位跨性别拉比主持洛克的“他/她们的成人礼”。茜接到参演电视剧试播集的邀约，希望米兰达跟她过去洛杉矶。之后，米兰达告诉奈雅自己推掉了非常隆重的实习机会，同时将远程结束这个学期的课程。奈雅表示理解，坦承自己正和安德鲁分居。富兰克林让凯莉在茜的播客结束后开自己的节目。當晚，凯莉梦到自己和约翰一起去巴黎，當初她們訂下諾言的那座橋。洛克拒绝参与“他/她们的成人礼”，不想把自己认定为某种特定群体、宗教、性别、非性别或其他。夏洛特將晚宴改為自己皈依犹太教的成人礼。米兰达和茜一起去洛杉矶。凱莉将约翰的骨灰撒在塞纳河，凯莉邀請萨曼莎一起喝一杯，對方同意了提議。最後，凯莉主持了屬於自己的《慾望城市》播客節目，获得如潮好评。凯莉和富兰克林深情地亲吻。                                                                 |                                                         |                   |                                                                      |                |

## 制作

### 开发
2016年12月，Radar Online报道指《欲望都市》第三部电影的剧本获得同意。然而在2017年9月28日，莎拉·洁西卡·帕克确认第三部电影不会投拍。到了2018年，消息指金·凱特羅不满意规划中的剧情，不会在电影中回归出演莎曼珊·瓊斯，相关剧情包括大人物先生遇害、萨曼莎收到米兰达14岁儿子布兰迪发来的性爱短信和裸照。后来凯特罗在2019年解释自己主动选择不参演第三部电影，理由已经过了扮演萨曼莎这个角色的时期，尽管自己非常爱这个系列。
2020年12月，消息指计划中的第三部剧本已被改为《欲望都市》原版的重启之作，由HBO Max负责开发，凯特罗如先前所说的那样不会回归。2021年1月，HBO Max确认推出10集电视剧《欲望都市：华丽下半场》。2021年2月，萨曼莎·厄比、拉彻娜·法克伯姆、克里·高夫、朱莉·罗滕贝格和艾丽莎·祖里茨基组成编辑团队，罗滕贝格和祖里茨基兼任执行制片人。曾参与原版服装设计兼合作方的帕特里夏·菲尔德因參與其他影集的工作而不会回归，但推薦同事莫莉·罗杰斯（Molly Rogers）擔綱创意团队顾问。剧集于2021年12月9日首播，首周放出两集，之后一周一集，2022年2月3日结局。

### 选角
剧集公布后，莎拉·潔西卡·帕克、辛西雅·尼克森和克莉絲汀·戴維斯宣布扮演住在纽约的闺蜜。2021年5月，莎拉·拉米雷斯获选为常设演员，克里斯·诺斯确认加盟，角色身份未知。2021年6月9日，马里奥·卡图、威利·加森、大衛·艾根柏和埃文·汉德勒确认加盟，角色未知。2021年7月，萨丽塔·乔杜里、妮可·艾瑞·派克、凯伦·皮特曼和艾萨克·科尔·鲍威尔加盟出演主角，阿丽莎·斯文顿、克莉·奇奇诺、尼尔·坎宁安和凯茜·昂加盟，角色未定，布伦达·瓦卡罗和伊万·埃尔南德斯加入出演常设角色。2021年8月，朱莉·霍尔斯顿宣布出演嘉宾角色，克里斯托弗·杰克逊和勒罗伊·麦克莱恩出演常设角色。原版中饰演斯坦福·布拉奇的威利·加森在新剧中回归，但在三个月后的9月21日去世，死前只录完前三集。新剧第四集以一封写给凯莉的信交代他的离开。2021年11月8日，鲍比·李在Instagram发帖宣布自己在重启剧中扮演小角色。
在第一集去世的大人物先生原本在大结局有一个幻想的戏份，但相关内容因演员牵涉性侵犯指控被删除。

### 摄制
剧集于2021年6月在纽约城开拍。2021年6月11日，首场剧本研读会在曼哈顿的摄影棚举行。2021年7月9日，纽约戏份杀青，帕克、尼克松和戴维斯亮相曼哈顿街头的宣传剧照公开。为了误导外界对主要剧情的猜测，诺斯本人在角色葬礼拍摄那天亮相。2021年10月11日，报道指剧情转战法国巴黎。全剧2021年12月6日杀青。

## 评价

### 收视人数
HBO Max未公开原版的收视人数，但宣布新版创下平台首播剧集的收视纪录，包括在平台首播的HBO和HBO Max原创节目。剧集也成为平台10大热门首播节目中的首位（包括首播电影）。另外，剧集也成为平台最多用户首次观看的节目，表明新用户为了观看该剧而订阅。

### 专业评价
汇总媒体烂番茄根据74条评论打出49%的腐烂度，平均得分5.50/10。网站共识写道：“《欲望都市：华丽下半场》没能捕捉到《欲望都市》令人陶醉得嘶嘶叫的镜头，但剧中角色随着年纪的增长变得更加微妙，让新剧如同一瓶美酒。”Metacritic根据33条评论打出55/100的平均分，表示“褒贬不一或口碑平平”。
《纽约时报》认为剧集有些地方非常出彩，但整体观感不佳，有些地方是令人心碎的正喜剧，有些地方为了引起共鸣处理得很尴尬。
以多元文化主義和社會正義为主题的内容遭到批评。《每日电讯报》认为新剧是“乏味的唤醒革命”，《广播时报》觉得三位主角新认识的社会及文化意识是被人强塞进去的，让人看起来觉得厌烦。Deadline Hollywood认为新剧杂糅了许多2021年的文化热点，笨拙地把所有新角色投入到剧集中，“像在做命题作文”。帝国在线（EmpireOnline）认为剧集竭力描绘丰富、真实、多姿多彩的世界，结果显得笨拙、不真实，充斥着不自在、令人尴尬、自鸣得意的成分。其中茜·迪亚兹这个在网上受尽嘲笑，被认为是电视史上最差的角色。Vice传媒的克莉丝汀·科里（Kristin Corry）批评新剧标签黑人角色，本想用黑人演员消除剧集忽视黑人的一面，反倒是把黑人当成奢华的配饰。

### 派乐腾的回应
剧中角色约翰骑派乐腾健身单车去世的剧集播出后，公司股价暴跌。在该公司出任健康与保健顾问的心脏病专家苏珊娜·斯坦鲍姆发表声明，表示公司一开始同意植入广告，但不知道自家产品会出现在关键的场景中。声明希望大家不要把约翰的死归咎于公司，指约翰的死亡有多种成因，包括他的生活方式（吃牛排、抽雪茄）及在上一季做的心脏手术。公司又发布了由萊恩·雷諾斯旁白的广告，当中雷诺斯以飞快的语速介绍骑单车的好处，结尾还说“他还活着”。然而到了12月16日，相关广告因演员克里斯·诺斯牵涉性侵犯丑闻被下架。

## 其他媒体
讲述剧集幕后制作历程的纪录片《欲望城市：华丽下半场 幕后纪实》（And Just Like That... The Documentary）于2022年2月3日上线。